# Sympagus bimaculatus
Sympagus bimaculatus là một loài bọ cánh cứng trong họ Cerambycidae.